# Francis Mossman
Francis Anthony Mossman (* 14. April 1988 in Auckland, Neuseeland; † 14. August 2021 in Sydney, New South Wales, Australien) war ein neuseeländischer Schauspieler mit philippinischen Wurzeln.

## Leben
Mossman wurde im neuseeländischen Auckland geboren und war der Sohn von Reginald Mossman und Maria Abad. Er hatte zwei Brüder, Jeremy und Laurence, der ebenfalls als Schauspieler arbeitet.
Sein Interesse für die Schauspielerei entdeckte er durch Theaterproduktionen an der High School. An der Universität von Auckland studierte er nach der Schulzeit Drama sowie Film-, Fernseh- und Medienwissenschaften und schloss beide Studiengänge jeweils mit dem Bachelor of Arts ab.
Anschließend erwarb er im selben Bereich ein Postgraduiertendiplom und einen Master-Abschluss der Künste (Master of Arts) – jeweils mit Auszeichnung. Mossman hatte auch die Meisner-Technik von Sanford Meisner bei Michael Saccente studiert.
Im Jahr 2012 emigrierte er nach Australien, um in Sydney zu arbeiten und zu leben.
Mossman starb im Alter von 33 Jahren durch Suizid.

## Karriere
Bereits 2002 hatte Mossman einen Cameo-Auftritt in School Rules. Sein Fernsehdebüt hatte er im Jahr 2006 in der neuseeländischen Seifenoper Shortland Street als Taylor und als Nigel in der Kinderserie Amazing Extraordinary Friends.
2012 verkörperte er Vitus in mehreren Folgen der australischen Fernsehserie Spartacus: War of the Damned des Fernsehsenders Starz.
In der LGBT-Webserie The Horizon von Boaz Stark spielte er von 2013 bis 2017 die Rolle des Stevie Hughes. Er wiederholte seine Rolle auch im gleichnamigen Fernsehfilm aus dem Jahr 2016, bei dem Stephan Elliott Regie führte.
Im australischen Spielfilm Ruben Guthrie verkörperte Mossman 2015 die Figur des Lorenzo Oil. Im Jahr 2017 war er zudem im Kurzfilm Pig Boy als Dylan zu sehen und 2020 in Dis-Connect als Luke.

## Filmografie (Auswahl)

### Film
- 2009: The Richmond Family Massacre
- 2015: Ruben Guthrie
- 2016: The Horizon (Fernsehfilm)
- 2017: Pig Boy (Kurzfilm)
- 2020: Dis-Connect (Kurzfilm)

### Fernsehen
- 2002: School Rules
- 2006: Shortland Street
- 2006: Amazing Extraordinary Friends
- 2012: Spartacus: War of the Damned
- 2013–2017: The Horizon (Webserie)
- 2017: Dream Channel
- 2018: Americans in Oz